# سكوت بار
سكوت بار هو سياسي أمريكي، ولد في 21 أغسطس 1916 في سبوكين في الولايات المتحدة، وتوفي في 22 أكتوبر 2015 في كولفيل في الولايات المتحدة. نشط حزبياً في الحزب الجمهوري. وقد انتخب عضو مجلس نواب واشنطن ‏ وانتخب عضو مجلس ولاية واشنطن ‏ عن دائرة Washington's 7th legislative district ‏ (1983 – 1993).